# Organizația Statelor Est-Caraibiene
Organizația Statelor Est-Caraibiene sau Organisation of Eastern Caribbean States (OECS) este o organizație interguvenamentală dedicată armonizării și integrării economice, protecției drepturilor omului și încurajării unei bune guvernări între statele și dependențele din estul Mării Caraibilor.
Organul principal al organizației este Secretariatul cu sediul la Castries, capitala statului Sfânta Lucia.

## Istorie
OSEC a fost creată la 18 iunie 1981 prin Tratatul de la Basseterre, capitala statului Sfântul Kitts și Nevis, fiind succesoarea Insulelor Leewards, organizație politică cunoscută ca Statele Asociate ale Indiilor de Vest sau West Indies Associated States (WIAS).

## State membre
OSEC este compusă în acest moment din 9 state membre, situate în Antile. Două dintre acestea au statut de asociat: Anguilla și Insulele Virgine Britanice de aceea misiunile diplomatice ale OSEC nu reprezintă cele două state. Șase dintre membrii sunt formal colonii britanice. Celelalte trei Anguilla, Insulele Virgine Britanice și Montserrat rămân teritorii de peste mări ale Regatului Unit al Marii Britanii și Irlandei de Nord. Opt din cei nouă membrii consideră ca suveran pe Regina Elisabeta a II-a (Dominica este republică). Toții cei șapte membrii plini sunt membrii fondatori ai OSEC. Insulele Virgine Britanice a fost primul membru asociat începând cu 22 noiembrie 1984 și Anguilla este ultimul membru asociat începând cu 1995. 
- Anguilla
- Antigua și Barbuda
- Insulele Virgine Britanice
- Dominica
- Grenada
- Montserrat
- Sfântul Kitts și Nevis
- Sfânta Lucia
- Sfântul Vincent și Grenadine

Alte insule din regiune și-au exprimat interesul de a deveni membrii asociați. Prima dată, Insulele Virgine SUA au fost cele care și-au exprimat interesul de a deveni membru asociat în februarie 1990. De asemenea Insula Saba ce aparține de Antilele Olandeze, și partea olandeză a Insulei Sfântul Martin ce aparține tot de Antilele Olandeze au făcut demersuri pentru a deveni cel puțin membrii asociați ai OSEC. Totuși acestea participă împreună cu Sfântul Eustatius la reuniunile Consiliului Miniștrilor Turismului alături de reprezentanții partii franceze a Insulei Sfântul Martin, Sfântul Bartolomeu, Martinica si Guadelupa.

## Organe
Secretariat
Funcțiunile OSEC sunt stabilite prin Tratatul de la Basseterre și sunt coordonate de Secretariat sub conducerea unui Director General. Secretariatul constă în patru Divizii principale responsabile cu: Relațiile Externe, Cooperarea Funcțională, Serviciile Comune și Relațiile Economice. Aceste patru Divizii coordonează munca unui număr de instituții specializate, unități de lucru sau proiecte desfășurate în șase țări: Antigua și Barbuda, Dominica, Sfânta Lucia, Belgia, Canada și Statele Unite ale Americii. Pentru a-și îndeplini funcțiile colaborează cu alte agenții și instituții subregionale sau regionale cum sunt: Banca Centrală Est-Caraibiană, Secretariatul Comunității Caraibilor, Banca de Dezvoltare a Caraibilor.
Director General este Dr. Len Ishmael.
Curtea Supremă Est-Caraibiană
A fost creată când existau Statele Asociate ale Indiilor de Vest, iar în prezent se ocupă cu problemele judiciare ale OSEC. La Curtea Supremă Est-Caraibiană se face apel la deciziile Inaltelor Curți ale statelor membre OSEC. Apelurile la deciziile Curții Supreme Est-Caraibiene se depun la Curtea de Justiție a Caraibilor la ale cărei decizii se poate face apel, din 2003 la Consiliul Privat din Regatul Unit al Marii Britanii și Irlandei de Nord.